# Luigi Conti (Bischof)

Erzbischofswappen von Luigi Conti

Luigi Conti (* 30. Mai 1941 in Urbania, Region Marken; † 30. September 2021 in Fermo, Marken) war ein italienischer Geistlicher und römisch-katholischer Erzbischof von Fermo. 

## Leben
Luigi Conti empfing nach seiner theologischen Ausbildung am 26. Juni 1965 die Priesterweihe. Er war Pfarrer im Stadtteil Prenestino in Rom. Von 1988 bis 1996 war er Rektor des Päpstlichen Römischen Priesterseminars. 
Am 28. Juni 1996 wurde er von Papst Johannes Paul II. zum Bischof von Macerata-Tolentino-Recanati-Cingoli-Treia ernannt. Die Bischofsweihe spendete ihm Camillo Kardinal Ruini am 21. September desselben Jahres. Mitkonsekratoren waren der spätere Kardinalpräfekt der Kongregation für die Bischöfe, Giovanni Battista Re, und der Erzbischof von Urbino, Ugo Donato Bianchi. Am 13. April 2006 wurde er von Papst Benedikt XVI. zum Erzbischof von Fermo ernannt. Er war vom 3. Juni 2013 bis zum 12. April 2014 Apostolischer Administrator des Bistums Ascoli Piceno.
Luigi Conti war Großoffizier des Ritterorden vom Heiligen Grab zu Jerusalem und Prior der Ordensprovinz Marken.
Papst Franziskus nahm am 14. September 2017 seinen altersbedingten Rücktritt an. Luigi Conti starb nach langer Krankheit und zuletzt nach intensivmedizinischer Betreuung im Krankenhaus in Fermo.